# Энгельхольм (усадьба)
Энгельхольм — усадьба и поместье с 1774 года, расположенная в четырёх километрах к северо-западу от Престё, в муниципалитете Нествед, примерно в 60 км к югу от Копенгагена, Дания. Принадлежит членам семьи Вольф/Вольф-Снедорф с 1830 года. Главное здание было зарегистрировано в датском регистре охраняемых зданий и мест Датским агентством наследия в 1918 году.

## История
Усадьба Энгельхольм образовалась после разделения бывшего Вординборгского кавалерийского округа на 12 поместий и последующей их распродажи короной в 1774 году. Созданный в начале XVIII века после датско-шведских войн 1600-х кавалерийский округ постепенно утратил свою актуальность к середине века и его содержание стало обременительным для государства. Ни Кристиан VI, ни Фредерик V не интересовались кавалерией, как их предшественники. Клод Луи Сен-Жермен, назначенный в 1761 году генерал-фельдмаршалом, начал проводить свою реформу в датской армии. Он посчитал, что кавалерия больше не имеет особого значения для армии и предложил её упразднить. С 1764 года имущество кавалерийских округов началось распродаваться с аукциона. Аукцион по продаже Вординборгского кавалерийского округа частным лицам состоялся в Вординборге 26 сентября 1774 года. Перед продажей он был поделён на 12 поместий, которые распродавались по-отдельности. Одно из 12 поместий называлось Сковбигор (дат. Skovbygård). Оно было продано за 30120 риксдалеров арендатору Хансу Педерсену, который с ранних лет служил в хозяйстве Сковбигор, но позже перебрался в Копенгаген, где заработал состояние на мясном деле. Ему предъявлялось обвинение в том, что он взимал двойные цены за все поставки в дом вдовствующей королевы Юлианы Марии, но был оправдан из-за отсутствия доказательств. Он смог купить Сковбигор после женитьбы на богатой вдове мельника Ингер Энгель в 1773 году. Свое имение он назвал в честь жены — Энгельхольм. В своем поместье Педерсен построил племенную ферму. Главное здание было построено в 1781-85 гг. После смерти Ханса Педерсена в 1803 году имение унаследовал его сын Питер Бенедикт Педерсен. В кризисные 1800-е и 1810-е годы усадьба постепенно приходила в упадок. Наследники Питера Педерсена продали Энгельхольм Людвигу Георгу Кёльну в 1824 году. Кёльн также пострадал от экономических трудностей и в 1827 году имение было введено в распоряжение Казначейства (дат. Rentekammeret).

## Беньямин Вольф (1790—1866)
В 1830 году усадьба Энгельхольм, наконец, обрела своего нового и теперь уже постоянного владельца, который смог не только удержать её в своих руках, но и восстановить её и приукрасить. Это был Беньямин Вольф — предприниматель, художник-любитель и коллекционер произведений искусства. Беньямин Вольф родился в богатой семье, где влияние родителей на сына было довольно долгим. От любящей и поддерживающей во всем матери юный Беньямин унаследовал на всю жизнь способность ценить музыку и изобразительное искусство, а также понимание важности языка и образования. С раннего детства он обладал талантом к рисованию. Его стремление стать художником родители встретили с одобрением и позволили ему посещать младшие классы в Королевской Датской академии изящных искусств. Он был способным рисовальщиком и его художественные амбиции были искренними и понятными. Но, следуя строгим наставлениям своего отца, Беньямин Вольф получил юридическое образование в Копенгагенском университете. Часто отсутствующий, но трудолюбивый отец передал сыну чувство дисциплины, трудолюбия, а также талант к бизнесу.
Начало XIX века было сложным для Дании — бомбардировка Копенгагена и потеря флота в 1807 году, банкротство государства в 1813 году и последовавший за этим экономический спад. Эти драматические события не оставляли выбора для амбициозного молодого человека такого, как Беньямин Вольф. В 1817 году Вольф покинул Данию и отправился в Индию, в Калькутту за карьерой и удачей. Там он работал в торговом доме Cruttenden, Mackillop & Co сначала в качестве юриста, а позднее стал партнером этой компании. В 1829 году Вольф вернулся в Данию состоятельным человеком. Он выкупил у казначейства изношенную усадьбу Энгельхольм. В 1832 году он женился на Юлии Снедорф. Они содержали большое хозяйство в Энгельхольме. Практически всё свое время Вольф проводил в усадьбе. Но это не было уединением. 
Семья Вольф поддерживала дружбу с бароном Хенриком Стампе и его женой баронессой Кристиной Стампе из соседней усадьбы Нисё. Нюсё известна своей ролью в датском золотом веке и посещением знаменитых писателей и художников, в том числе Ханса Кристиана Андерсена и скульптора Бертеля Торвальдсена. Вольф известен своей страстью к путешествиям. Его возвращение из Индии в Данию проходило через остров Святой Елены, где он посетил могилу Наполеона. Затем он пробыл четыре месяца в Англии и два месяца в Париже, прежде чем он прибыл в Копенгаген. Полгода спустя он отправился в самый большой тур своей жизни, который продлился целый год (1830—1831). Проезжая через Германию и Швейцарию, он исследовал Италию от Милана на севере до Неаполя на юге. Вольф также часто путешествовал с семьей и друзьями в 1840-х и 1850-х годах. Но одно из его пожизненных и основных увлечений было коллекционирование живописи и рисунков.

### Беньямин Вольф — коллекционер
Будучи художником-любителем, Вольф на протяжении всей жизни обладал страстью к собирательству рисунков старых и современных европейских мастеров, а также рисунки датских художников. Свою коллекцию он систематизировал, распределив рисунки по школам. В своей сводке он сообщает, что привез из Индии 1031 рисунок, исключая 342 рисунка, сделанных им самим. Уже вернувшись в Данию он значительно пополнил свою коллекцию рисунками датских художников. Во время своего гран-тура в 1830—1831 годах Вольф также приобрел более 100 рисунков. Это были в основном рисунки итальянских мастеров. Беньямин Вольф делился взаимным интересом к изобразительному искусству со своим близким другом и шурином Йоханом Кристианом Фиком (1788—1864) — коллекционером, аукционистом и одним из инициаторов создания Художественной ассоциации Кунстфорейнинн (дат. Kunstforeningen) в 1825 году. Фик, как и Вольф, был способным рисовальщиком, и также, как и Вольф, любителем. Похоже, они обменивались личными рисунками на протяжении всей своей долгой дружбы. Фик был знаком с известными художниками — Йоханом Далем и Кристоффером Эккерсбергом, и, как первый председатель Кунстфорейнинн, продвинулся в культурную элиту Копенгагена. Фик и Вольф также оставались в тесном контакте в течение пребывания Вольфа в Калькутте, и Фик не только слал ему письма с новостями, включая каталоги с Весенних выставок в Шарлоттенборге с личными комментариями, но также заказал портрет своей тещи и матери Беньямина Вольфа, г-жи Вольф, у Эккерсберга и отправил его в Калькутту. В свою очередь Вольф отправил купленные рисунки в Копенгаген — некоторые на хранение Фику, некоторые были переданы его другу, коллекционеру Йохану Конраду Шпенглеру (1767—1839), а остальные хранились у матери Вольфа. После смерти Фика в 1864 году его обширная библиотека и коллекция произведений искусства были распроданы на его имущественном аукционе в 1865 году и рассеяны по разным уголкам света. Его пожизненный друг Вольф посетил этот аукцион, где ему удалось купить некоторые рисунки из коллекции Фика, среди которых были — «Северный чибис» Марии Сибиллы Мериан (1647—1717), а также два пейзажа с видом Константинополя, оба приписываемые Эрнсту Вильгельму Ритшлю (1824—1860).

Большая часть коллекции Вольфа состояла из рисунков XVI и XVII веков итальянских школ. Среди авторов особо выделялись представители маньеризма — движения в искусстве второй половины XVI века, охватывающего большую часть Европы. Также хорошо были представлены северные школы. Стремление создать коллекцию было четко сформировано уже во время пребывания Вольфа в Индии. Он был знаком с великими англо-индийскими коллекциями, такими, как коллекции знаменитой семьи Импи и Клода Мартина (1735—1800), и эти коллекции, возможно, вдохновили амбициозного Вольфа на создание собственной коллекции. 
Рисунки своей коллекции Вольф маркировал персональным оттиском с аббревиатурой «BW». Тогда это соответствовало традиции и современному вкусу. В справочнике Фрица Люгта «Les Marques de Collections de Dessins & d’Estampes» приводится перечень сотен персональных коллекционерских маркировок и штампов. Оттиск Беньямина Вольфа с пятиконечной короной и инициалами «BW» значится у Люгта под номером L.420 и описывается: B. WOLFF (XIXe siècle), датский любитель.
В последние годы жизни Вольф писал мемуары. В первых строках он выразил надежду, что его достижения и слова будут прочитаны его потомками, и что его запомнят:
«Мы ищем бессмертие, каждый по-своему. Один возводит грандиозные памятники, другой оставляет прекрасные писания, третий стремится запомниться как любящий отец и муж». В конце мемуаров Вольф философски размышляет над тем, что «после собирателя приходит расточитель». Он не приемлет этого, но соглашается с этим, как с печальной неизбежностью.

### Распродажа коллекции Беньямина Вольфа на аукционе в 2018 г.
В 2018 году состоялась распродажа рисунков, акварелей и гравюр из коллекции Беньямина Вольфа, которые хранились в усадьбе Энгельхольм после его смерти более 150 лет. Предметы искусства были выставлены на продажу на датском международном аукционе Bruun Rasmussen. Предложенная коллекция была разделена на две части. Первая часть была выставлена на продажу 30 мая на очном аукционе, а вторая часть — 1 июня на онлайн-аукционе. К продаже были представлены рисунки, акварели и гравюры различных европейских школ периода XVI—XIX веков. Среди авторов работ были известные и неизвестные художники.
Среди художников итальянских школ фигурировали такие имена, как:
- Бартоломео Пассаротти,
- Филиппо Биллини,
- Карло Маратта (художники его круга),
- Луиджи Баччо дель Бьянко,
- Стефано делла Белла,
- Лука Камбьязо,
- Сигизмундо Каула,
- Пьер Франческо Читтадини,
- Джузеппе Никола Назини,
- Мариано Росси,
- Франческо Солимена,
- Джакомо Пальма Младший,
- Джованни Микокка,
- Доменико Гарджуло (Микко Спадаро),
- Джованни Биливерти,
- Джузеппе Кадес,

а также другие неизвестные художники римской, венецианской, неаполитанской, болонской и флорентийской школ.

#### Галерея рисунков итальянских мастеров
Французскую школу представляли:
- Юбер Робер,
- Луи-Феликс Делару,
- Пьер-Шарль Тремольер,
- Луи-Жан Депре,
- Шарль-Андре ван Лоо (его круг),
- Амбруаз Дюбуа,

а также другие неизвестные художники.
Фламандская школа:
- Бартоломеус Спрангер.

Голландская школа:
- Рембрандт ван Рейн и его круг,
- Ян Харменс Мюллер,
- Хендрик Гольциус,
- Ян Гурей.

Германская школа:
- Конрад Мартин Метц,
- Адриан Цинг,
- Иоганн Йозеф Цоффани,
- Иоганн Элеазар Цейсиг (Шенау),
- Мария Сибилла Мериан,
- Иоганн Альбрехт Дицш (нем. Johann Albrecht Dietzsch),
- Эрнст Вильгельм Ритшель,
- Герман Вейер,
- Гюстав Хайнрих Нейке,
- Иоганн Филипп Файт,
- Якоб Филипп Гаккерт,

а также другие неизвестные художники.

#### Галерея рисунков германских мастеров
Австрия:
- Иоганн Непомук Эндер,

Датские художники:
- Николай Абрахам Абильгор,
- Кристоффер Эккерсберг,
- Юлиус Фридлендер[4].

### Наследники Беньямина Вольфа
Старший сын Беньямина Вольфа Ганс Кристиан Теодор Вольф, который служил офицером во Второй войне в Шлезвиге, унаследовал Энгельхольм в 1866 году. Он и его брат Гермер Вольф изменили свою фамилию на Вольфф-Снедорф в следующем году в соответствии с пожеланием их отца в его завещании. Ганс Кристиан Теодор Вольф-Снедорф был также управляющим местного банка в Престё. Ни один из его сыновей не пережил его, и в 1906 году он предпочел уступить Энгельхольм своему брату, который уже унаследовал Гревенсвейн (дат. Grevensvænge), приобретенный Беньямином Вольфом в 1855 г., после смерти их матери в 1875 году. Гермер Вольф-Снедоррф был военным офицером в ранге ротмистра и камергера. Он передал Энгельхольм своему сыну Кнуду Вольф-Снедорфу в 1925 году.

## Список владельцев усадьбы Энгельхольм
- 1775: Корона (Vordingborg Rytterdistrikt);
- 1775—1803: Ханс Педерсен (Hans Pedersen);
- 1803—1824: Питер Бенедикт Педерсен (Peter Benedict Pedersen);
- 1824—1825: Отчуждение после Питера Педерсена;
- 1825—1827: Людвиг Георг Кёльн (Ludvig Georg Cøln);
- 1827—1830: Казначейство (Rentekammeret);
- 1830—1866: Беньямин Вольф (Benjamin Wolff);
- 1866—1906: Ханс Кристиан Теодор Вольф-Снедорф (Hans Christian Theodor Wolff-Sneedorf);
- 1906—1925: Гернер Вольф-Снедорф (Gerner Wolff-Sneedorf);
- 1925—1956: Кнуд Вольф-Снедорф (Knud Wolff-Sneedorf);
- 1956—1976: Оге Вольф-Снедорф (Aage Wolff-Sneedorf);
- 1976-по настоящее время: Гернер Вольф-Снедорф (Gerner Wolff-Sneedorf).